# Coenosia attenuata
Coenosia attenuata är en tvåvingeart som beskrevs av Stein 1903. Coenosia attenuata ingår i släktet Coenosia och familjen husflugor. Inga underarter finns listade i Catalogue of Life.